# Yueyang (Kreis)
Der Kreis Yueyang (chinesisch 岳阳县, Pinyin Yuèyáng Xiàn) ist ein Kreis in der Provinz Hunan im Süden der Volksrepublik China. Er gehört zum Verwaltungsgebiet der bezirksfreien Stadt Yueyang. Der Kreis Yueyang hat eine Fläche von 2.762 km² und zählt 744.200 Einwohner (Stand: Ende 2018). Sein Hauptort ist die Großgemeinde Rongjiawan (荣家湾镇).